# 엥겔 곡선
엥겔 곡선은 소득 수준에 따라 특정 재화의 수요량이 어떻게 변하는지를 나타내는 곡선이다. 엥겔 곡선은 독일의 경제학자 에른스트 엥겔의 이름을 따 명명되었다. 이 곡선은 소득 소비 곡선과 함께 소득에 따른 소비자의 선택을 분석하는 데 사용된다.
재화 x의 수요량을 X축에, 소득 I를 Y축에 놓은 좌표계에서 재화 x가 정상재일 경우 엥겔 곡선의 기울기가 양의 값을 갖고, 재화 x가 열등재일 경우에는 엥겔 곡선의 기울기가 음의 값이 된다.